# Callisto Grandi
Callisto Grandi, detto anche Carlino (Incisa in Val d'Arno, 1849 – Ospedale psichiatrico di San Salvi, 1911), è stato un serial killer italiano, noto come "l'Ammazzabambini". Insieme a Giorgio Orsolano, Vincenzo Verzeni e Giovanni Gioli, è uno dei casi di assassini seriali più noti dell'Italia ottocentesca.

## Biografia
Callisto Grandi nacque a Incisa in Val d'Arno nel 1849, e della sua vita si sa molto poco. Lavorava come artigiano e riparatore di carri nel suo paese natale, e tutti ne parlavano come una persona con diversi problemi mentali e di scarsa intelligenza. Spesso veniva preso in giro dai compaesani per le sue malformazioni fisiche; infatti, veniva chiamato "Ventundito" (aveva un piede con sei dita) e "Carlino il pelato" a causa del suo aspetto di uomo basso, calvo, e con la testa sproporzionata rispetto al resto del corpo. Diventa presto il bersaglio preferito degli scherzi dei bambini, burle che fanno infuriare Grandi e crescere in lui una forte voglia di uccidere alimentata dal suo "cretinismo" (all'epoca condizione associata all'odierna instabilità mentale). 

### Gli omicidi e l'arresto
Il 18 marzo 1873, verso le 11 di mattina, il piccolo Luigi Bonechi di tre anni sparì misteriosamente dopo che la madre Assunta l'aveva lasciato solo per appena quindici minuti. Le ricerche vennero condotte da Anacleto e Assunta, genitori di Luigi, che insieme ad altre persone scandagliarono le zone intorno al fiume Arno dove si sospettava che il bambino fosse caduto. Tuttavia, il piccolo non fu trovato.    
Quasi due anni dopo, sparì un altro bambino a Firenze. Arturo Degli Innocenti, di quasi quattro anni, scomparve nel nulla il 2 febbraio 1875. Anche la sua sparizione venne attribuita alle acque dell'Arno, in cui si credeva che sia Luigi che Arturo fossero caduti accidentalmente. L'ipotesi di un maniaco e assassino seriale si rafforzò solo nell'estate 1875 quando, tra il 21 e il 22 agosto, scomparvero altri due bambini: Fortunato Paladini e Angelo Martelli, rispettivamente nove e sette anni, sparirono sotto gli occhi dei genitori a Figline Valdarno. Tramite le ricerche di Fortunato Paladini e Maddalena Daviddi, genitori del piccolo scomparso il 21 agosto, venne rinvenuto il cappellino di paglia di Fortunato presso gli argini dell'Arno. L'ipotesi di annegamento nel fiume era tuttavia improbabile, poiché in quei mesi estivi l'Arno era in secca.  
Di Fortunato e Angelo non si seppe nulla per una settimana, fino al 29 agosto 1875. Quel giorno Rachele Turchi, mentre svolgeva le faccende di casa, salutò il figlio Amerigo Turchi, di nove anni, che con un pezzo di pane in mano era uscito per pochi minuti recandosi in via Petrarca, dove c'era la bottega di Callisto Grandi. La madre si raccomandò con Amerigo di rincasare presto perché il pranzo era quasi pronto, ma il bambino tardava a ritornare. Dopo quattro minuti, la madre si allarmò e scese in strada. Poco dopo, la vicina di casa Argenta Monsecchi e la figlia Giulia sentirono la voce di Amerigo che gridava "Oh Dio, il mio naso: tu mi ammazzi, stai fermo!" provenire dalla bottega di Grandi, che in risposta diceva "stai fermo, stai fermo, non ti fo nulla". Subito dopo, madre e figlia chiamarono le autorità che sfondarono la porta ed entrarono nella bottega. Al suo interno, videro Amerigo con la faccia coperta di sangue e diverse lesioni e graffi su tutto il corpo. Grandi giustificò l'accaduto dicendo che il bambino era caduto su una ruota ma lo stesso Amerigo, tra le lacrime, disse ai genitori "babbo, mamma, m'ammazza".   
Raccontò che, appena uscito di casa, venne adescato dal Grandi che lo portò nella sua bottega dicendogli che l'avrebbe fatto giocare con altri bambini al gioco del cosiddetto "Piattacuccù", che consisteva nell'appiattirsi per terra. Grandi fece stendere Amerigo in una fossa già scavata, ma invece di nascondere il piccolo con un grembiule cominciò a buttargli addosso mucchi di terra tentando di schiacciargli la testa premendo su essa con il piede. Amerigo riuscì a liberarsi e a uscire dalla fossa, e Grandi gli mise le mani intorno al collo mentre il bambino opponeva una fiera resistenza riuscendo anche a mordere l'aggressore. 
Grandi fu dunque arrestato dalla guardia municipale Fortunato Piccioli, sopraggiunto sul posto, e tutta la sua bottega fu perquisita. Seppelliti nel sottoscala vennero ritrovati i resti putrefatti di Luigi Bonechi, Arturo Degli Innocenti, Fortunato Paladini e Angelo Martelli e Grandi confessò subito di essere l'autore di tutti e quattro gli omicidi. Come Amerigo, i quattro bambini erano stati attirati all'interno della bottega di Grandi con una scusa per poi essere distesi in una fossa e schiacciati da una ruota, che Grandi faceva rotolare sulla loro schiena uccidendoli. Grandi spiegò i suoi omicidi affermando che tutti questi bambini l'avevano preso in giro per il suo aspetto. L'autopsia sui corpi dei quattro bambini rivelò che erano morti per asfissia dopo essere stati sepolti vivi, i polmoni erano putrefatti e il cervello era ridotto a poltiglia, segno di una forte affluenza di sangue alla testa come se questa fosse stata schiacciata mentre le vittime erano sepolte nelle piccole fosse scavate da Grandi.

### Processo
Il dibattimento per decidere la condanna da infliggere a Callisto Grandi iniziò al Tribunale di Firenze il 18 dicembre 1876, e l'imputato fu accompagnato da diversi medici e periti che ne sostennero la totale incapacità di intendere e di volere. In aula, Grandi confessò i suoi omicidi così:    
- "(I bambini) mi canzonavano, mi prendevano a burla, mi dileggiavano, mi dicevano pelato, ventundito perché ho un piede con sei dita, e mi dicevano guercio e nano e mi facevano il capo grosso e quando venivano in bottega mi facevano sempre qualche birichinata." 
- "Un altro (Luigi Bonechi) venne nella mia bottega il giorno della vigilia di San Giuseppe. Mi fece la birichinata di versarmi tre libre di tinta. Gli detti una palata, lo ammazzai e lo seppellii in bottega, nello sterrato. A fare la buca ci mettevo presto perché era terra morbida!" 
- "Un altro mi defecò nel carbone, lo uccisi e lo seppellii nella buca voltato in su con la faccia e nella bocca gli pigiai la terra e coprii tutto il corpo di terra e sopra ci misi la segatura."   
- "Uno mi tinse il viso col pennello e stetti col viso tinto per tre giorni perché era tinta ad olio. Una sera venne nella mia bottega ed io avevo fatto una buca apposita nel sottoscala in modo da mettercelo appena mi capitava in bottega. Mi capitò, lo portai là nella buca, lo gettai giù e lo coprii di terra e sopra ci misi la legna." 
La richiesta della difesa fu quella di una reclusione perpetua in manicomio, ma la Corte d'Assise non fu dello stesso avviso e il 29 dicembre 1876 condannò Callisto Grandi a 20 anni di reclusione. In merito Cesare Lombroso, padre dell'antropologia italiana, si dichiarò a favore della tesi della difesa in quanto secondo lui Grandi era affetto da "cretinismo con istinti crudeli e feroci. 

### Morte
Grandi scontò la sua condanna nel carcere delle Murate a Firenze e in seguito chiese ospitalità a Montedomini, che però gli venne negata. Nel 1895 fu trasferito nell'ospedale psichiatrico di San Salvi dove morì nel 1911. 